# Mực Tàu

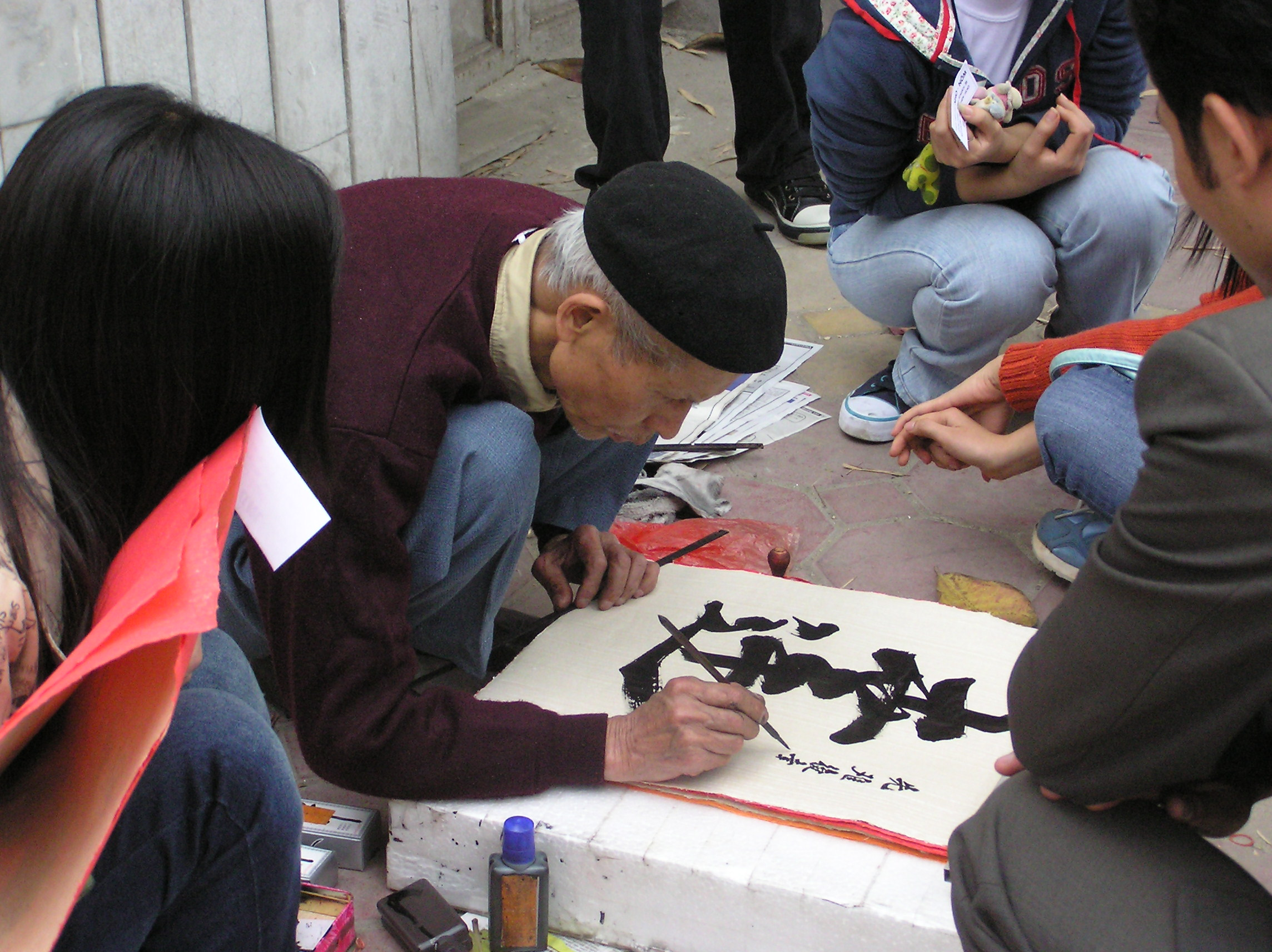
Viết thư pháp mực tàu trên giấy dó.

Mực Tàu (hay mực tầu) là một loại mực màu đen đã từng được sử dụng rộng rãi trong quá khứ để viết, in và vẽ, còn hiện nay nói chung vẫn được sử dụng để vẽ, đặc biệt là được các thầy đồ dùng để viết thư pháp.Thời ngày xưa, người ta thường mài mực trước khi viết và dùng bút lông để thể hiện nét bút. Trong ngôn ngữ như tiếng Anh gọi nó là Indian ink hay India ink (tức là mực Ấn Độ) do người Anh biết đến loại mực này là từ Ấn Độ, tuy nhiên nguồn gốc chính xác của nó thì chưa ai biết rõ là bắt đầu từ đâu.

## Lịch sử
Các chuyên luận sớm nhất về nghệ thuật có nói đến mực Tàu đã được người Trung Quốc và Ai Cập cổ đại điều chế ra. Nền tảng của mực này là chất màu cacbon đen pha trong chất keo lỏng hay các môi trường gắn kết khác. Ở châu Âu, người ta biết đến mực Tàu khá muộn. Đôi khi trước thế kỷ 12, Eraclius trong cuốn "De Coloribus et Artibus Romanorum" của mình đã trình bày một tập hợp các cách chế tạo một vài loại mực cacbon, bao gồm cả loại tương tự như mực Tàu của Trung Quốc, được làm từ muội than của nhựa hoặc gỗ bị đốt cháy. Các dạng gỗ khác nhau sẽ tạo ra các loại mực có tông màu khác nhau đáng kể. Trong cuốn sách của người Anh năm 1581 về chữ viết tay, Theophilus đã trình bày công thức chế tạo mực cacbon:
To make Inke in haste
In hast, for a shift when ye have a great neede,
Take woll, or wollen to stand you in steede,
Which burnt in the fyre, the powder beate small:
With vinegar, or water make Inke withall.
Như công thức đã chỉ ra, vật liệu kết dính là không cần thiết: các phân tử cacbon là trong dạng thể vẩn chất keo và tạo ra một lớp không thấm nước sau khi khô đi; mặc dù thông thường sen-lắc không thấm nước vẫn được bổ sung.
Ở châu Âu, trong những năm đầu thế kỷ 20 thì mực Tàu đã thay thế cho mực mụn cây-sắt phổ biến rộng rãi trước đây.
Mực Tàu không phù hợp cho các loại bút máy: nó nhanh chóng làm tắc bút. Ngoại lệ duy nhất là mực "Fount India" của Pelikan, nó không chứa sen-lắc.